# Xerces blau
El xerces blau (Glaucopsyche xerces) és una espècie extinta de lepidòpter papilionoïdeu de la família dels licènids (Lycaenidae). L'espècie vivia en dunes de sorra costaneres del districte Sunset de la península de San Francisco. Es creu que el xerces blau és la primera espècie de papallona estatunidenca que es va extingir com a conseqüència de la pèrdua d'hàbitat causada pel desenvolupament urbà. L'últim xerces blau es va veure el 1941 o el 1943 en terrenys que formen part de Golden Gate National Recreation Area.

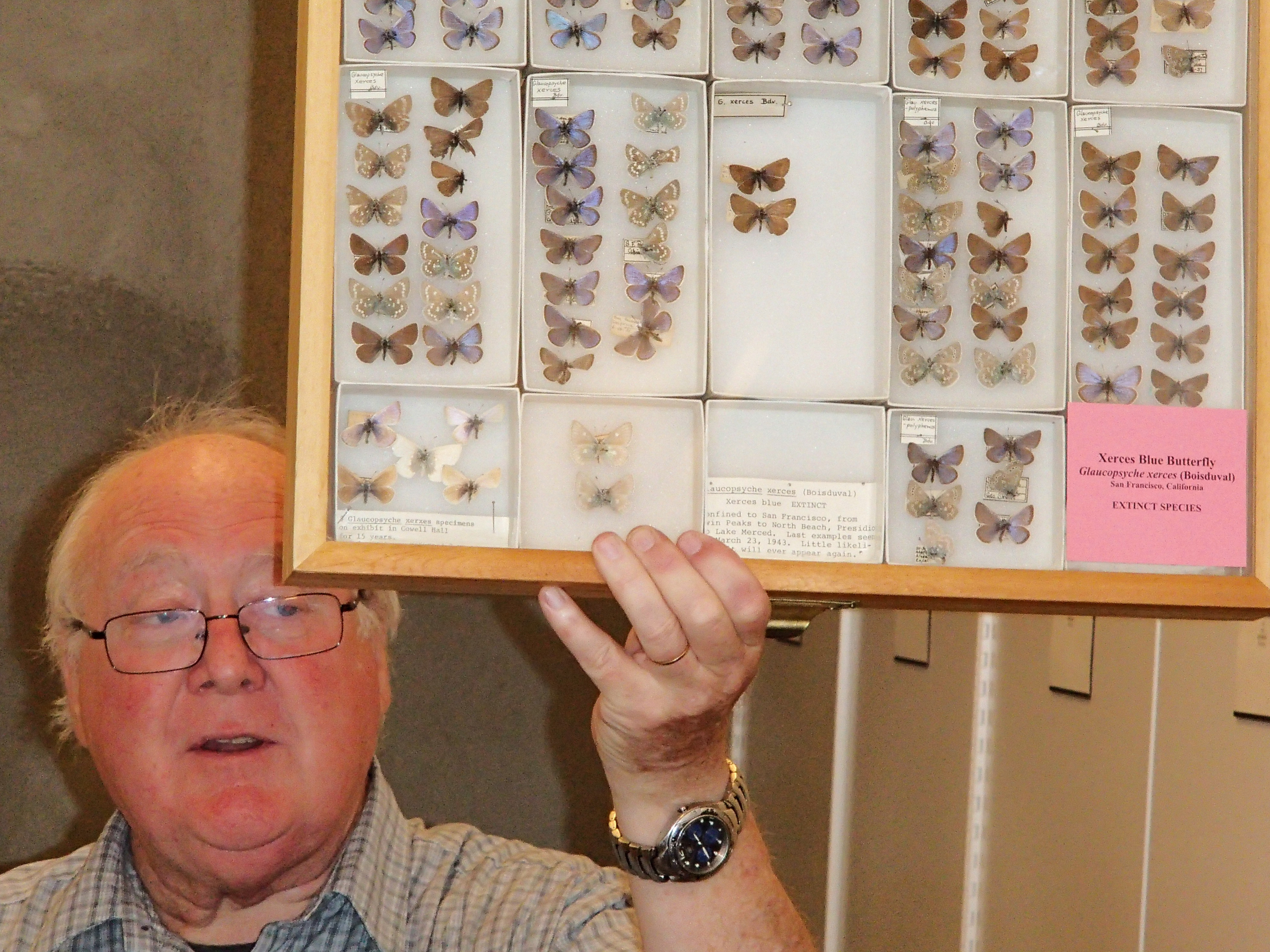
Espècimens conservats a l'Acadèmia de les Ciències de Califòrnia

Es troben espècimens conservats a l'Acadèmia de les Ciències de Califòrnia, Museu Bohart i al Museu d'Història Natural de Harvard.
L'espècie es va descriure i documentar per primera vegada el 1852. Es caracteritzava per ales blaves amb taques blanques. Les papallones s'alimentaven de vegetació del gènere Lotus i Lupinus. Es creu que la pèrdua de la planta Lotus de la qual s'alimentava la papallona mentre es trobava en les seves etapes larval era una de les raons de l'extinció del xerces blau. La planta no va poder sobreviure als sòls alterats a causa del desenvolupament humà i ja no estava disponible per al xerces blau. El lupí, l'altra font d’aliment vegetatiu del xerces blau, no era adequat per a les etapes larvàries.
S'estan fent esforços per restablir les papallones relacionades a l'antic hàbitat del xerces blau. El Palos Verdes blau (Glaucopsyche lygdamus palosverdesensis), considerat cosí dels xerces de Los Angeles, s'està criant als laboratoris. També s'ha descobert una nova subespècie semblant al xerces de blau argentat (Glaucopsyche lygdamus).
Un grup de conservació d'invertebrats en perill d'extinció conegut com Xerces Society rep el nom del xerces blau. El nom específic deriva de l'ortografia francesa de "xerxes", el nom grec dels reis perses Xerxes I i Xerxes II del segle v aC.